# داش‌کسن بالا
داش‌کسن بالا (به لاتین: Yuxarı Daşkəsən) یا ورین کارهات (به ارمنی: Վերին Քարհատ) منطقه‌ای مسکونی در جمهوری آذربایجان است که در شهرستان داش‌کسن واقع شده است. داش‌کسن بالا ۱۷۴۸ نفر جمعیت دارد. این منطقه پیش از مناقشه قره‌باغ دارای اکثریت جمعیت ارمنی‌ها بود که پس از درگیری‌ها به ارمنستان پناهنده شدند.